# データナレッジ
株式会社データナレッジ（英: Data Knowledge, Inc.）は、東京都渋谷区に本社を置く情報系システムインテグレーターである。

## 概要
- NTTデータの社内ベンチャーとして発足し、2001年3月にNTTデータ初のベンチャー会社として株式会社NTTデータナレッジが設立された。その後、2006年の経営陣によるMBOに伴い、株式会社ナチュラシステムズへ社名が変更された。
- 事業内容は、情報共有に関するパッケージソフトウェア/情報システムの開発/販売、及び導入に関わるコンサルティング業務である。
- 自社パッケージ製品・Exfront（エクスフロント）は、特約店パートナー（セールスパートナー）を通じても販売される。

## 沿革
- 1994年 - 株式会社NTTデータの社内ベンチャー第1号「KnowhowBank事業プロジェクト」として発足
- 2001年 - 株式会社NTTデータナレッジとして独立・起業
- 2006年 - MBOにより、株式会社ナチュラシステムズに社名変更

## 事業所
本社東京都渋谷区幡ヶ谷1-7-4
福岡事業所福岡市博多区博多駅前3-22-6